# Victor Kac
Víktor Guérshevich (Grigórievich) Kats (en ruso: Виктор Гершевич (Григорьевич) Кац; Buguruslán, óblast de Oremburgo, Unión Soviética, 19 de diciembre de 1943), más conocido por la adaptación estadounidense de su nombre Victor Kac, es un matemático soviético-estadounidense, profesor del MIT, conocido por su trabajo en teoría de la representación. Fue codescubridor de las álgebras de Kac-Moody, y usó la fórmula de caracteres de Weyl-Kac para volver a demostrar las identidades de Macdonald. Clasificó las superálgebras de Lie simples de dimensión finita y encontró la fórmula del determinante de Kac para el álgebra de Virasoro. Es también conocido por las conjeturas de Kac-Weisfeiler junto con Boris Weisfeiler.

## Biografía
Kac estudió matemáticas en la Universidad Estatal de Moscú, donde recibió una maestría en 1965 y un doctorado en 1968. Entre 1968 y 1976 ocupó un puesto de profesor en el Instituto de Electrónica y Matemáticas de Moscú. Dejó la Unión Soviética en 1977 y se convirtió en profesor asociado de matemáticas en el MIT. En 1981 fue ascendido a catedrático. Recibió la Beca Sloan y la Medalla del Collège de France, ambas en 1981, y la Beca Guggenheim en 1986. Recibió la Medalla Wigner en 1966 «en reconocimiento a su trabajo en álgebras de Lie afines con amplia influencia en física teórica». En 1978 fue ponente invitado en el Congreso Internacional de Matemáticos (CIM) en Helsinki con la charla Highest weight representations of infinite dimensional Lie algebras. Fue ponente plenario en la conferencia por el centenario de la American Mathematical Society en 1988. En 2002 dio una charla plenaria en el CIM de Pekín, Classification of Supersymmetries.
Kac es fellow de la American Mathematical Society, miembro honorario de la Sociedad de Matemática de Moscú, fellow de la Academia Estadounidense de las Artes y las Ciencias y miembro de la Academia Nacional de Ciencias de Estados Unidos.
Su investigación se centra principalmente en teoría de la representación y en física matemática. Su trabajo es ampliamente usado en campos de las matemáticas y la física como teoría cuántica de campos, teoría de cuerdas y teoría de sistemas integrables.
Ha publicado 13 libros y más de 200 artículos en revistas de matemáticas y física, y está listado como un investigador altamente citado del Instituto para la Información Científica. En 2015 recibió el Premio Leroy Steele de la AMS en reconocimiento a su carrera.
Está casado con la matemática francesa Michèle Vergne, con la que tiene una hija, Marianne Kac-Vergne, profesora de civilización estadounidense en la Universidad de Picardía. Su hermano Borís Kats es investigador en el MIT.

## Álgebra de Kac-Moody
«Casi simultáneamente en 1967, Victor Kac en la URSS y Robert Moody en Canadá desarrollaron lo que se convertiría en el álgebra de Kac-Moody. Kac y Moody se dieron cuenta de que si se relajaban las condiciones de Wilhelm Killing, aún era posible asociar a la matriz de Cartan un álgebra de Lie que, necesariamente, sería infinito-dimensional» - A. J. Coleman.